# سيرغي كريموف
سيرغي كريموف (مواليد 21 ديسمبر 1986 في ساران - الاتحاد السوفيتي) لاعب كرة قدم كازاخستاني يلعب حاليا لصالح نادي الدرجة الأولى فولفسبورغ الألماني منذ 2006 في مركز الظهير الأيسر .

## روابط خارجية
- سيرغي كريموف على موقع قاعدة بيانات كرة القدم.إي يو (الإنجليزية)
- سيرغي كريموف على موقع بيانات كرة القدم. دي إي (الألمانية)
- سيرغي كريموف على موقع ناشيونال فوتبول تيمز (الإنجليزية)
- سيرغي كريموف على موقع Soccerway.com (الإنجليزية)
- سيرغي كريموف على موقع عالم كرة القدم.نت (الإنجليزية)